# Asociația Internațională a Federațiilor de Atletism
World Athletics este organul care guvernează atletismul internațional. Președintele în exercițiu al IAAF este britanicul Sebastian Coe, care l-a înlocuit pe senegalezul Lamine Diack.

## Istorie

fostul logo

A fost fondată pe 17 iulie 1912 la Stockholm, Suedia, la primul congres cele 17 federații naționale de atletism participante au format Federația Internațională de Atletism Amator (International Amateur Athletic Federation). Din octombrie 1993, sediul asociației a fost mutat la Monaco. În 2011 și-a schimbat numele în Asociația Internațională de Atletism (prescurtat IAAF, din engleză International Association of Athletics Federations). În 2019 și-a schimbat numele în World Athletics.

## Competiții
- Campionatul Mondial
- Campionatul Mondial de Atletism în sală
- Campionatul Mondial de Cros
- Campionatul Mondial de Semimaraton
- Campionatul Mondial de Juniori (sub 20)

Foste vompetiții
- Campionatul Mondial de Ekiden
- Campionatul Mondial de Juniori (sub 18)

## Președinți

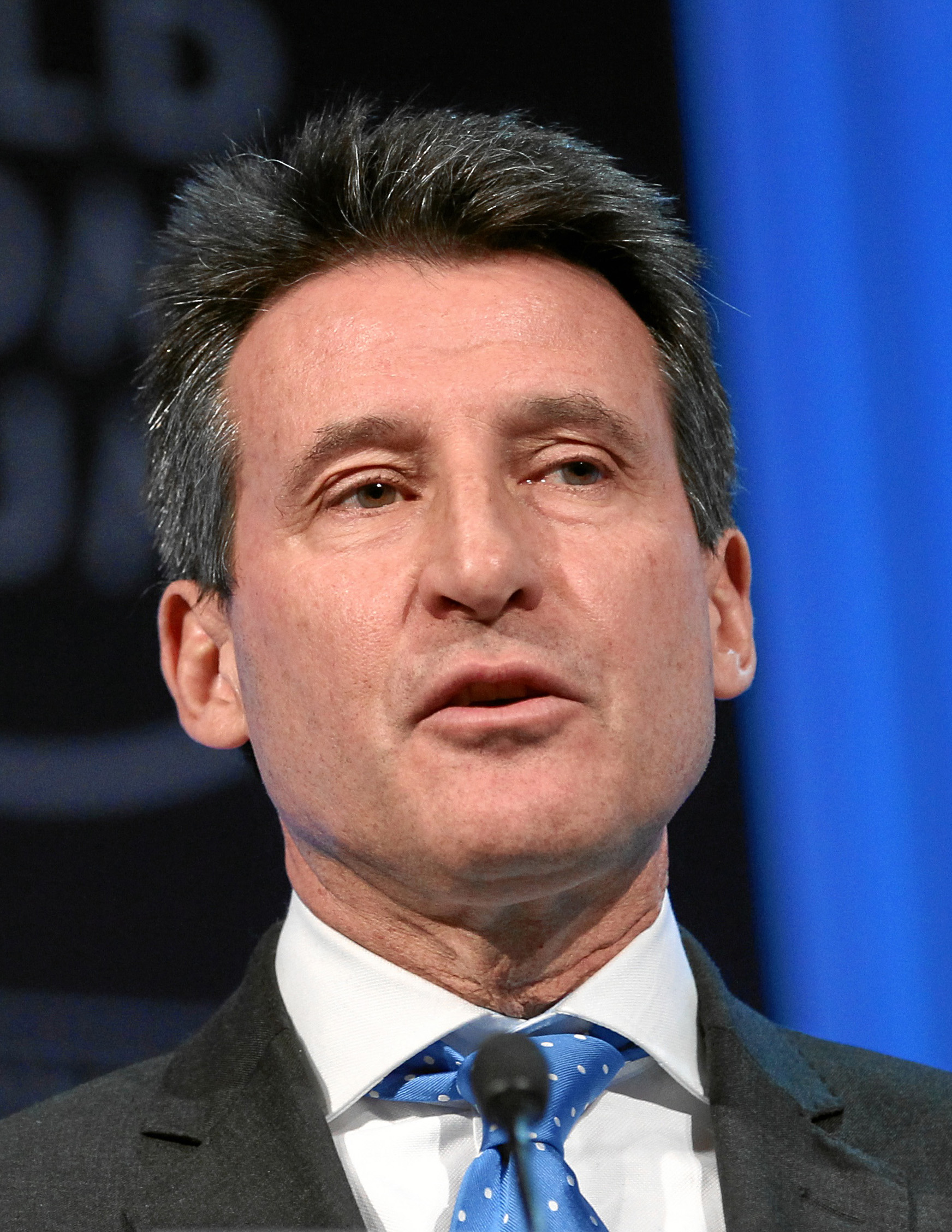
Sebastian Coe

De la înființare și până în prezent, asociația a avut un număr de șase președinți:
| Nume            | Țara          | Anii de mandat |
| --------------- | ------------- | -------------- |
| Sigfrid Edström | Suedia        | 1912–1946      |
| Lord Burghley   | Regatul Unit  | 1946–1976      |
| Adriaan Paulen  | Țările de Jos | 1976–1981      |
| Primo Nebiolo   | Italia        | 1981–1999      |
| Lamine Diack    | Senegal       | 1999–2015      |
| Sebastian Coe   | Regatul Unit  | 2015–          |

## Asociații regionale

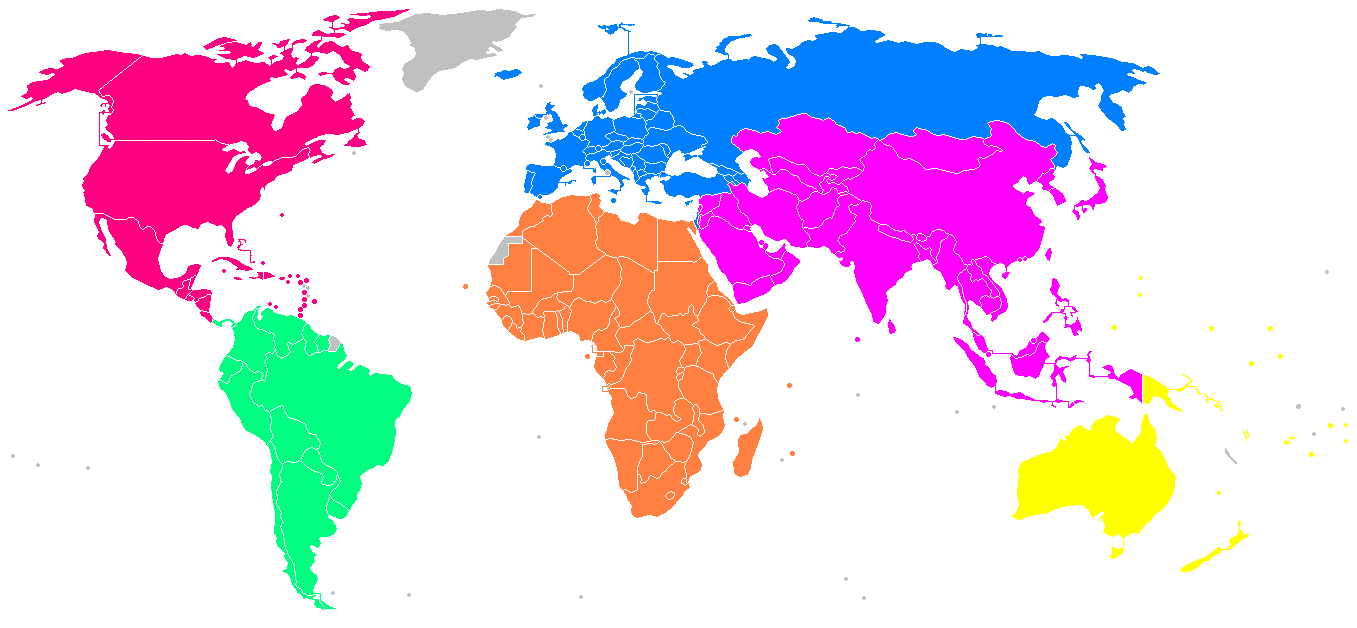
Harta lumii cu cele șase asociații regionale

IAAF cuprinde 214 de federații membre împărțite în șase asociații regionale.
     AAA – Asociația Asiatică de Atletism
     CAA – Confederația Africană de Atletism
     CONSUDATLE – Confederația Sud-Americană de Atletism
     EAA – Asociația Europeană de Atletism
     NACACAA – Asociația de Atletism din America de Nord, Centrală și Caraibe
     OAA – Asociația de Atletism din Oceania

## Legături externe
Materiale media legate de Asociația Internațională a Federațiilor de Atletism la Wikimedia Commons
- Site web oficial